# Kaffeebrauner Gabeltrichterling
Der essbare Kaffeebraune Gabeltrichterling (Pseudoclitocybe cyathiformis) ist eine Pilzart aus der Familie der Pseudoclitocybaceae. Es ist ein mittelgroßer, kaffeebrauner Trichterling mit gegabelten Lamellen und amyloiden Sporen. Die Fruchtkörper erscheinen von September bis November im Laub- und Nadelwald. Der Pilz wird auch Kaffeebrauner Scheintrichterling, Becherförmiger Gabeltrichterling oder Bechertrichterling genannt.

## Merkmale

### Makroskopische Merkmale
Der Hut ist 3–8 cm breit, lange Zeit gleichmäßig kreisrund und in der Mitte nur leicht vertieft, später ist er tief trichterförmig. Die glatte, kahle Oberfläche ist nur schwach hygrophan und matt bis glänzend. Der Hut ist anfangs fast schwarz, dann dunkel kastanien- bis kaffeebraun gefärbt und blasst beim Trocknen stark aus. Er kann aber auch mehr dunkel stahlblau oder stahlgrau gefärbt sein. Der Hutrand bleibt lange eingerollt und ist bisweilen, meist aber nur bei älteren Exemplaren, schwach und kurz gerieft.
Die gedrängt stehenden Lamellen laufen sichelförmig am Stiel herab, sie sind oft gegabelt und teilweise queradrig verbunden. Sie sind cremefarben bis schmutzig grau-beige gefärbt, das Sporenpulver ist weißlich.
Der schlanke, zylindrische Stiel ist 5–8 (10) cm lang und 0,5–1 cm breit. Er ist ähnlich bräunlich wie der Hut, meist aber etwas heller gefärbt und zeigt eine typisch weißfaserige bis netzartige Struktur. Die Stielbasis ist oft verdickt und weißfilzig. Das dünne, wässrige Fleisch ist graubeige bis bräunlich, es riecht schwach aromatisch und schmeckt mild und pilzartig.

### Mikroskopische Merkmale
Die länglichen bis elliptischen und amyloiden Sporen sind 8–12 µm und 5–7 µm lang. Sie sind außen glatt und innen stark granuliert.

## Artabgrenzung
Der Kaffeebraune Gabeltrichterling kann durch die gegabelten Lamellen leicht von ähnlichen Trichterlingen der Gattung Clitocybe unterschieden werden, die zudem inamyloide Sporen haben. Sehr ähnlich und nahe verwandt sind der Ausblassende Gabeltrichterling (Pseudoclitocybe expallens) und der Blaugraue Gabeltrichterling (P. obbata), die von einigen Autoren auch als Synonyme des Kaffeebraunen Gabeltrichterlings angesehen werden. Der Ausblassende Gabeltrichterling kann anhand seines eher flachen Hutes und der rundlicheren Sporen erkannt werden und der Blaugraue Gabeltrichterling hat einen stärker gerieften Hutrand und riecht leicht nach Bittermandeln. Sein Stiel ist ungenetzt.
Weitere ähnliche Arten sind der Kohlen-Nabeling (Myxomphalia maura), der seltene Braunrußige Weichritterling (Melanoleuca turrita) und der ebenfalls seltene Holz-Nabeling (Omphalina epichysium).
Der Kohlen-Nabeling kann ähnlich große und dunkelbraune Fruchtkörper ausbilden, hat aber einen mehlig-ranzigen Geruch. Das sicherste Unterscheidungsmerkmal sind die beim Durchreißen des Hutes aufspaltenden Lamellen.
Der Braunrußige Weichritterling hat einen ganz ähnlichen Habitus. Er ist jedoch etwas kräftiger und gedrungener und nicht so tief trichterförmig. Seine Lamellen laufen nicht am Stiel herab und bleiben im Alter weiß. Mikroskopisch unterscheidet er sich durch die typischen Brennhaar-Zystiden, die der Kaffeebraune Gabeltrichterling nicht besitzt.
Der Holz-Nabeling wächst auf morschen, holzigen Substraten, hauptsächlich an Nadelholzstubben. Seine Lamellen verfärben sich im Alter grau bis graubraun.

## Ökologie
Die Fruchtkörper des Kaffeebraunen Gabeltrichterling erscheinen meist erst im Spätherbst (Oktober–November). Sie wachsen meist gesellig im Laub- und Nadelwäldern. Oft findet man sie an grasigen Waldwegen, aber auch auf kultivierten Böden und auf morschem Holz.

## Verbreitung

Europäische Länder mit Fundnachweisen des Kaffeebraunen Gabeltrichterlings.
Legende:
grün = Länder mit Fundmeldungen
cremeweiß = Länder ohne Nachweise
hellgrau = keine Daten
dunkelgrau = außereuropäische Länder.

Der Pilz kommt in Nordamerika (Kanada, USA), Asien (Japan) und Europa vor. In Europa ist der Pilz weit verbreitet. Sein Verbreitungsgebiet ist meridional bis boreal, reicht also vom Mittelmeerraum (Spanien, Italien, Bulgarien und Griechenland) bis in das nordeuropäische Fennoskandinavien. Der Pilz ist in Bulgarien weit verbreitet und in Griechenland ziemlich häufig. Er wurde dort in Buchen-, Eichen- und Tannenwäldern gefunden. Im Norden reicht sein Verbreitungsgebiet (Norwegen, Schweden) bis zum 66. Breitengrad, in Finnland bis zum 63.
In Deutschland wurde der Kaffeebraune Gabeltrichterling in allen Bundesländern nachgewiesen. Im Süden und in der Mitte ist er mäßig bis stark verbreitet, im norddeutschen Tiefland lediglich zerstreut bis ziemlich selten. In den Alpenländern (Schweiz, Liechtenstein und Österreich) ist der Pilz häufig bis ziemlich häufig.

## Bedeutung
Der Speisewert dieses relativ unbekannten Speisepilzes wird ganz unterschiedlich bewertet. Einige Autoren halten ihn für wenig schmackhaft oder gar minderwertig, andere halten ihn für einen ausgezeichneten Speisepilz. Er ist kaum madig und kann aufgrund seines späten Erscheinens noch zum Winterbeginn gesammelt werden. Der Pilz kann in der Küche vielseitig eingesetzt werden. Er ist gleichermaßen für Pilzmischgerichte, Suppen und Chinagerichte geeignet. Außerdem lässt er sich gut trocknen und einfrieren.